# Ayuntamiento de Granada
El Ayuntamiento de Granada es la institución que se encarga de gobernar la ciudad y el municipio de Granada, España. Está presidido por el alcalde de Granada, que desde 1979 es elegido democráticamente por sufragio universal. Actualmente ejerce el título Marifrán Carazo Villalonga, del Partido Popular. El organismo está emplazado en la plaza del Carmen, si bien diversas instituciones municipales se encuentran en el complejo administrativo municipal de Los Mondragones, situado en la avenida de las Fuerzas Armadas n.º 4.

## Alcaldes
| Periodo   | Nombre                                                                         | Partido                                                       |
| --------- | ------------------------------------------------------------------------------ | ------------------------------------------------------------- |
| 1979-1983 | Antonio Jara Andréu                                                            | Partido Socialista Obrero Español (PSOE)                      |
| 1983-1987 | Antonio Jara Andréu                                                            | Partido Socialista Obrero Español (PSOE)                      |
| 1987-1991 | Antonio Jara Andréu                                                            | Partido Socialista Obrero Español (PSOE)                      |
| 1991-1995 | Jesús Quero Molina                                                             | Partido Socialista Obrero Español (PSOE)                      |
| 1995-1999 | Gabriel Díaz Berbel                                                            | Partido Popular (PP)                                          |
| 1999-2003 | José Enrique Moratalla Molina                                                  | Partido Socialista Obrero Español (PSOE)                      |
| 2003-2007 | José Torres Hurtado                                                            | Partido Popular (PP)                                          |
| 2007-2011 | José Torres Hurtado                                                            | Partido Popular (PP)                                          |
| 2011-2015 | José Torres Hurtado                                                            | Partido Popular (PP)                                          |
| 2015-2019 | José Torres Hurtado (2015-2016) Francisco Cuenca Rodríguez (2016-2019)         | Partido Popular (PP) Partido Socialista Obrero Español (PSOE) |
| 2019-2023 | Luis Miguel Salvador García (2019-2021) Francisco Cuenca Rodríguez (2021-2023) | Ciudadanos (CS) Partido Socialista Obrero Español (PSOE)      |
| 2023-act. | María Francisca Carazo Villalonga                                              | Partido Popular (PP)                                          |

## Órganos de gobierno

### Pleno
En el pleno se discuten y votan las cuestiones más importantes (presupuestos, ordenanzas municipales, etc.). Tras las últimas elecciones municipales de 2023, el pleno del Ayuntamiento de Granada está compuesto por quince concejales del Partido Popular, diez del Partido Socialista Obrero Español y dos de Vox.
| Partido político | Partido político                                                    | 2023   | 2019   | 2015   | 2011   | 2007   | 2003   | 1999   | 1995   | 1991   | 1987   | 1983   | 1979   |
| Partido político | Partido político                                                    | Ediles | Ediles | Ediles | Ediles | Ediles | Ediles | Ediles | Ediles | Ediles | Ediles | Ediles | Ediles |
|                  | Partido Popular (PP)-Alianza Popular (AP)                           | 15     | 7      | 11     | 16     | 16     | 14     | 13     | 15     | 13     | 11     | 9      | —      |
|                  | Partido Socialista Obrero Español (PSOE)                            | 10     | 10     | 8      | 8      | 9      | 11     | 11     | 8      | 12     | 12     | 17     | 6      |
|                  | Vox                                                                 | 2      | 3      | 0      | —      | —      | —      | —      | —      | —      | —      | —      | —      |
|                  | Ciudadanos (CS)                                                     | 0      | 4      | 4      | —      | —      | —      | —      | —      | —      | —      | —      | —      |
|                  | Izquierda Unida (IU)-Partido Comunista de España (PCE)              | 0      | 3      | 3      | 2      | 2      | 2      | 2      | 4      | 2      | 2      | 1      | 3      |
|                  | Unión Progreso y Democracia (UPyD)                                  | —      | —      | 0      | 1      | —      | —      | —      | —      | —      | —      | —      | —      |
|                  | Para la Gente (PG)                                                  | —      | —      | 1      | —      | —      | —      | —      | —      | —      | —      | —      | —      |
|                  | Partido Andalucista (PA)-Espacio Plural Andaluz (EP-And)            | —      | —      | —      | 0      | 0      | 0      | 1      | 0      | 0      | 0      | 0      | 6      |
|                  | Centro Democrático y Social (CDS)-Unión de Centro Democrático (UCD) | —      | —      | —      | —      | —      | —      | —      | —      | 0      | 2      | 0      | 11     |
|                  | Confederación Granadina de Trabajadores (CGDT)                      | —      | —      | —      | —      | —      | —      | —      | —      | —      | —      | 0      | 1      |

### Junta de Gobierno

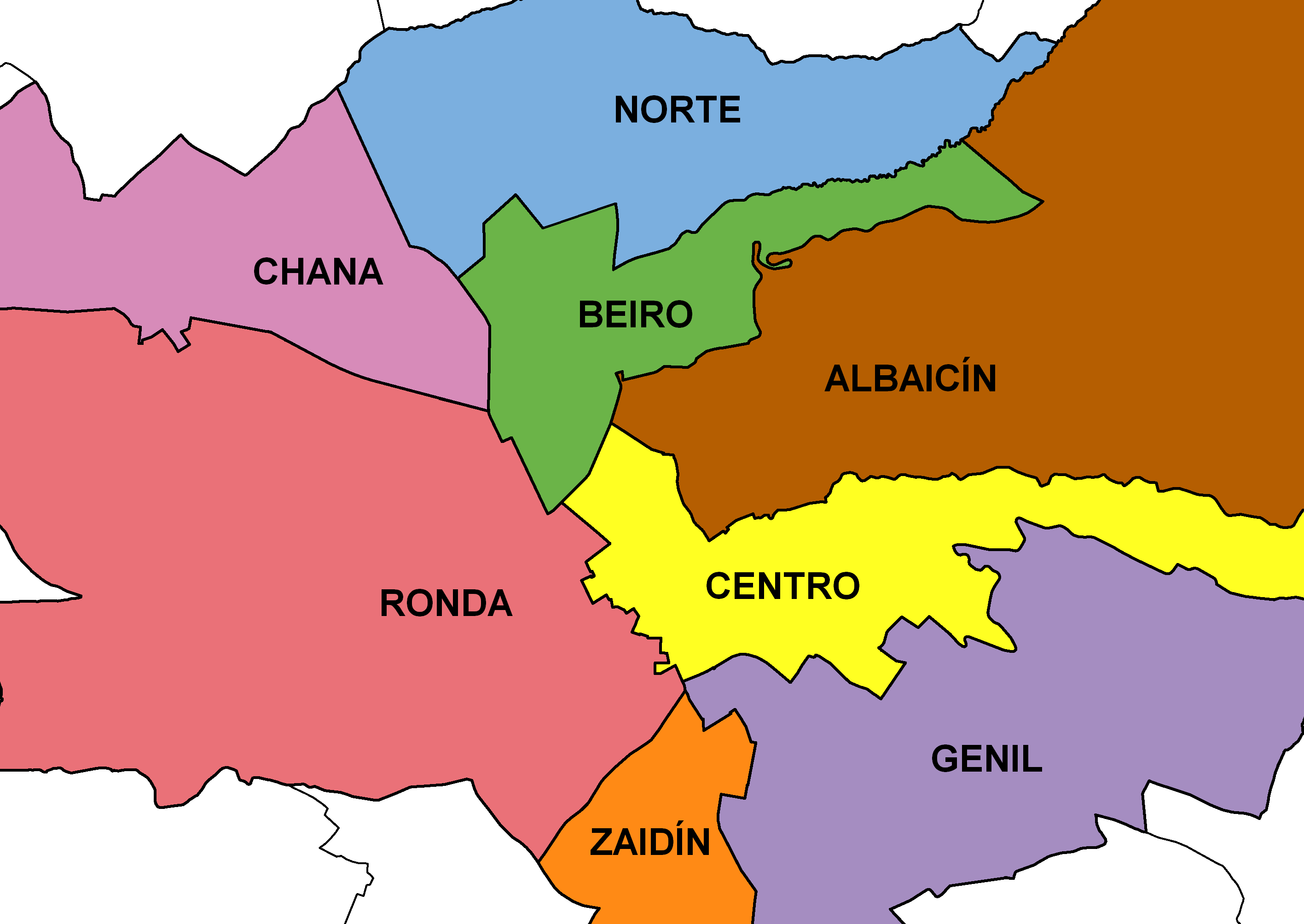
Distritos de Granada (antes de febrero de 2013)

La Junta de Gobierno de Granada se encarga de administrar los impuestos municipales, para costear los servicios públicos y la construcción de infraestructuras. Está presidida por el alcalde.

### Juntas municipales de distrito
La ciudad de Granada está dividida en ocho distritos, que a su vez están gobernados por sus correspondientes Juntas Municipales. Estos órganos se encargan del gobierno de una manera mucho más local.
Actualmente los distritos de la ciudad son los siguientes:
1. Albaicín
2. Beiro
3. Centro
4. Chana
5. Genil
6. Norte
7. Ronda
8. Zaidín

## Resultados electorales históricos
| Partido político                                                    | 2023   | 2023  | 2023       | 2019   | 2019  | 2019       | 2015   | 2015  | 2015       | 2011   | 2011  | 2011       | 2007   | 2007  | 2007       | 2003   | 2003  | 2003       | 1999   | 1999  | 1999       | 1995   | 1995  | 1995       | 1991   | 1991  | 1991       | 1987   | 1987  | 1987       | 1983   | 1983  | 1983       | 1979   | 1979  | 1979       |
| Partido político                                                    | Votos  | %     | Concejales | Votos  | %     | Concejales | Votos  | %     | Concejales | Votos  | %     | Concejales | Votos  | %     | Concejales | Votos  | %     | Concejales | Votos  | %     | Concejales | Votos  | %     | Concejales | Votos  | %     | Concejales | Votos  | %     | Concejales | Votos  | %     | Concejales | Votos  | %     | Concejales |
| Partido Popular (PP)-Alianza Popular (AP)                           | 48 742 | 45,30 | 15         | 25 288 | 23,52 | 7          | 39 063 | 35,37 | 11         | 60 519 | 51,87 | 16         | 60 310 | 53,33 | 16         | 58 985 | 48,08 | 14         | 57 422 | 44,94 | 13         | 73 936 | 51,68 | 15         | 45 256 | 41,10 | 13         | 42 078 | 35,84 | 11         | 34 773 | 30,21 | 9          | —      | —     | —          |
| Partido Socialista Obrero Español (PSOE)                            | 35 650 | 33,13 | 10         | 35 346 | 32,87 | 10         | 28 565 | 25,86 | 8          | 31 736 | 27,20 | 8          | 37 200 | 32,90 | 9          | 43 444 | 35,41 | 11         | 47 931 | 37,51 | 11         | 40 483 | 28,30 | 8          | 42 390 | 38,50 | 12         | 47 083 | 40,11 | 12         | 69 530 | 60,41 | 17         | 19 903 | 21,32 | 6          |
| Vox                                                                 | 9082   | 8,44  | 2          | 10 203 | 9,49  | 3          | 989    | 0,90  | 0          | —      | —     | —          | —      | —     | —          | —      | —     | —          | —      | —     | —          | —      | —     | —          | —      | —     | —          | —      | —     | —          | —      | —     | —          | —      | —     | —          |
| Ciudadanos (CS)                                                     | 1092   | 1,01  | 0          | 16 183 | 15,05 | 4          | 15 465 | 14,00 | 4          | —      | —     | —          | —      | —     | —          | —      | —     | —          | —      | —     | —          | —      | —     | —          | —      | —     | —          | —      | —     | —          | —      | —     | —          | —      | —     | —          |
| Adelante-Izquierda Unida (IU)-Partido Comunista de España (PCE)     | 813    | 0,75  | 0          | 10 759 | 10,01 | 3          | 14 032 | 12,71 | 3          | 9106   | 7,80  | 2          | 9067   | 8,02  | 2          | 9055   | 7,38  | 2          | 9936   | 7,78  | 2          | 22 492 | 15,72 | 4          | 9811   | 8,91  | 2          | 9872   | 8,41  | 2          | 5114   | 4,44  | 1          | 10 675 | 11,44 | 3          |
| Unión Progreso y Democracia (UPyD)                                  | —      | —     | —          | —      | —     | —          | 2353   | 2,13  | 0          | 6242   | 5,35  | 1          | —      | —     | —          | —      | —     | —          | —      | —     | —          | —      | —     | —          | —      | —     | —          | —      | —     | —          | —      | —     | —          | —      | —     | —          |
| Para la Gente (PG)                                                  | —      | —     | —          | —      | —     | —          | 6406   | 5,80  | 1          | —      | —     | —          | —      | —     | —          | —      | —     | —          | —      | —     | —          | —      | —     | —          | —      | —     | —          | —      | —     | —          | —      | —     | —          | —      | —     | —          |
| Partido Andalucista (PA)-Espacio Plural Andaluz (EP-And)            | —      | —     | —          | —      | —     | —          | —      | —     | —          | 1065   | 0,91  | 0          | 1555   | 1,38  | 0          | 2244   | 1,83  | 0          | 6590   | 5,16  | 1          | 1685   | 1,18  | 0          | 4686   | 4,26  | 0          | 2425   | 2,07  | 0          | 726    | 0,63  | 0          | 21 088 | 22,59 | 6          |
| Centro Democrático y Social (CDS)-Unión de Centro Democrático (UCD) | —      | —     | —          | —      | —     | —          | —      | —     | —          | —      | —     | —          | —      | —     | —          | —      | —     | —          | —      | —     | —          | —      | —     | —          | 1924   | 1,75  | 0          | 11 019 | 9,39  | 2          | 2012   | 1,75  | 0          | 33 786 | 36,19 | 11         |
| Confederación Granadina de Trabajadores (CGDT)                      | —      | —     | —          | —      | —     | —          | —      | —     | —          | —      | —     | —          | —      | —     | —          | —      | —     | —          | —      | —     | —          | —      | —     | —          | —      | —     | —          | —      | —     | —          | 765    | 0,66  | 0          | 5488   | 5,88  | 1          |

## Evolución de la deuda viva municipal
El concepto de deuda viva contempla sólo las deudas con cajas y bancos relativas a créditos financieros, valores de renta fija y préstamos o créditos transferidos a terceros, excluyéndose, por tanto, la deuda comercial.
| Gráfica de evolución de la deuda viva del Ayuntamiento entre 2008 y 2023                          |
|                                                                                                   |
| Deuda viva del Ayuntamiento de Granada, en miles de euros, según datos del Ministerio de Hacienda |